# 居伊·吉亚贝尔
居伊·吉亚贝尔（法語：Guy Guillabert，1931年1月28日—2009年9月4日），法国男子赛艇运动员。他曾代表法国参加1956年夏季奥林匹克运动会赛艇比赛，获得男子四人单桨无舵手铜牌。